# Walter Wachsmuth

Walter Wachsmuth

Walter Wachsmuth (* 4. Mai 1882 in Königsberg, Ostpreußen; † 2. Mai 1964 in Braunschweig) war ein deutscher Komponist, Violinist, Musikpädagoge und Konzertveranstalter der Musikepoche zwischen Spätromantik und Moderne.

## Leben
Walter Wachsmuth wurde als einziges Kind des Bäckermeisters Paul Wachsmuth und dessen Ehefrau Marie in Königsberg/Ostpr. (heute: Kaliningrad/Russland) geboren und siedelte schon kurz nach seiner Geburt und dem Tod seines Vaters gemeinsam mit der Mutter nach Braunschweig über. Am 4. März 1909 heiratete Wachsmuth die Konzertsängerin Margarethe Richter, aus ihrer Ehe gingen zwei Söhne hervor.
Das musikalische Talent des aus einfachen Verhältnissen stammenden Wachsmuth wurde früh entdeckt und gefördert von der Gräfin Margarethe von der Schulenburg-Hehlen, geb. Freiin von Waldenfels (Mutter des 1944 in Plötzensee hingerichteten NS-Widerstandskämpfers Friedrich Werner Graf v.d. Schulenburg), dem Schriftsteller Hans von Reinfels und dem Bankier Carl Magnus-Oppenheim. Ein Stipendium der Georg Westermann’schen Stiftung erlaubte eine qualifizierte musikalische Ausbildung am Stern’schen Konservatorium in Berlin von 1899 bis 1905 mit Unterricht bei Gustav Hollaender und Joseph Joachim. In einer Tagebucheintragung Wachsmuths im August 1907 heißt es anlässlich des Todes von Joseph Joachim: „Am 15. August mittags 13.00 Uhr starb der berühmte Geiger Joseph Joachim 76-jährig. Alles ist in tiefer Trauer um diese wahrhafte Größe. Ich selbst habe ihm vor ungefähr vier Jahren die Tartini-Sonate in g-moll ganz vorspielen dürfen, und sagte mir damals schon, jetzt hast du ihn zum letzten Mal gesehen.“
Von 1907 bis 1947 war Walter Wachsmuth als Violin-Primarius und später auch stellvertretender Konzertmeister Mitglied der Herzoglichen Hofkapelle, später der Braunschweiger Staatstheaterkapelle. Daneben unterrichtete er an verschiedenen Berliner und Braunschweiger Konservatorien als sogenannter Hauptlehrer das Violinspiel (Böhmert’s Konservatorium der Musik in Berlin-Pankow, Plock, Wegmann, Ottmer in Braunschweig). Vor dem Ersten Weltkrieg unternahm Wachsmuth insb. zur Sommerzeit häufig mehrmonatige Konzertreisen wie bspw. 1907 nach Valkenborg/Holland, 1911 nach Riga/Lettland als Konzertmeister des Rigaer-Symphonie-Orchesters, sowie im gleichen Jahr nach Karlsbad/Böhmen.
Von 1909 bis 1917 leitete Wachsmuth ein Streichtrio, das 1917 einmündete in ein nach ihm benanntes Streichquartett („Wachsmuth-Quartett“). Von 1917 bis 1928 veranstaltete Wachsmuth regelmäßige Kammermusik-Konzerte im Rahmen der von ihm so bezeichneten Konzertreihe „Musikalische Erbauungsstunden“, und zwar jährlich zehnmal jeweils am späteren Sonntagvormittag mit musikthematisch ausgewählten Schwerpunkten, und in Anwesenheit von Komponisten wie Arnold Schönberg, Paul Hindemith, Max Reger und anderen. Daneben schuf Wachsmuth eine Vielzahl von spätromantischen und schon in die Moderne weisende Kompositionen der Kammermusik insbesondere für Streicher und für instrumental begleiteten Liedgesang, der Salonmusik belle époque mit kleinem Orchesterensemble sowie der Sinfonieorchestermusik mit Violinkonzerten u. a.

### Begegnungen
Es war eine besondere Ehre für Wachsmuth, wenn er in Gegenwart „Braunschweigs höchster Herrschaften“ konzertieren durfte – also unter den Augen des Monarchen Herzog Ernst August III., dem letzten regierenden Welfenherzog zu Braunschweig-Lüneburg und seiner Gemahlin, Prinzessin Victoria Luise, einzige Tochter des letzten Deutschen Kaisers und König von Preußen Wilhelm II.
Die rege Konzert- und Kompositionstätigkeit von Walter Wachsmuth führte ferner zu zahlreichen Kontakten und Begegnungen mit anderen Musikerpersönlichkeiten jener Zeit, die ihn inspiriert haben. So spielte Wachsmuth am 6. April 1908 als Geigenvirtuose gemeinsam mit Max Reger am Klavier die Suite im alten Stil, op. 93. Die Tagebuchaufzeichnungen des seinerzeit 25-jährigen Wachsmuth darüber lassen den starken und nachdrücklichen Charakter Max Regers deutlich erkennen: „Nun ist auch endlich der ereignisreiche Tag vorüber, der mit die Ehre brachte, mit einem unserer bedeutendsten Komponisten Herrn Max Reger zu musizieren. Er war mit mir sehr zufrieden und verehrte mir noch handschriftliche Aufzeichnungen. Die Suite im alten Stil op. 93 ist ein kraftvolles Werk – so kraftvoll wie der Meister selbst. Er ist ein Urmensch, auch in seinem Wesen. Wir weilten den Tag über in gemütlichem Beisammensein, und da zeigte er sich als ein ganz ausgezeichneter Erzähler. Sobald wir auf Musik zu sprechen kamen, wurde er wieder Urmensch – wie ein ungebändigtes Tier stürmten seine Worte aus dem Munde, und er verachtete das Cliquenwesen und Muckertum in der Musik. Er sprach auch, dass er offen dieses durch Wort und Tat bekämpfe, aber keiner bekenne sich offen zu ihm – nur am Stammtisch sage hin und wieder einer ‚Reger, das hast du gut gemacht‘. Für mich war dieser Abend ein Ehrenabend, der Saal war ausverkauft.“
Gemeinsam musiziert wurde auch mit Paul Hindemith, der sich 1925 zu gemeinsamen Proben und Darbietungen mit der Staatstheaterkapelle in Braunschweig aufhielt sowie mit dem italienischen Pianisten und Komponisten Ferruccio Busoni.
Persönliche Begegnungen, Arbeitskontakte und Briefwechsel gab es ferner mit Arnold Schönberg, Leo Blech und Anton Beer-Walbrunn, aber auch mit heute nur noch weniger bekannten Künstlern wie Franz Mikorey von der Hofoper Wien, Karl Pohlig, dem Spätromantiker Georg Schumann, Max Scheunemann, Edgar Wollgandt, Paul Graener, Hans Sommer sowie Rudolf Hartung.
Die Naturverbundenheit von Wachsmuth insbesondere zu Küstenlandschaften der Ostsee und Mittelgebirgszügen wie dem Harz und dem Schwarzwald findet klanglichen Eingang und Ausdruck in zahlreichen Kompositionen wie beispielsweise seinen sinfonischen Werken Am Quell (1937), Träumerei am Meer (1938) und Waldmärchen (Andante f. Violine und Klavier, 1935).
Walter Wachsmuth verstarb kurz vor seinem 82. Geburtstag. Seine Grabstätte befindet sich auf dem Zentralfriedhof in Braunschweig.

## Auszeichnungen
Am 20. Februar 1918 wurde Walter Wachsmuth aus der Hand von Herzogs Ernst August zu Braunschweig und Lüneburg das Kriegsverdienstkreuz am gelb-blauen Bande verliehen, obwohl er bereits ein Jahr nach seiner Rekrutierung am 22. März 1915 zum 92. Infanterieregiment wegen „allgemeiner Unbrauchbarkeit“ aus dem Heeresdienst entlassen wurde. Die Auszeichnung würdigte das uneigennützige musikalische Schaffen von Walter Wachsmuth an der Heimatfront in Form von Benefiz-Konzertveranstaltungen für die traumatisierte und notleidende Bevölkerung.

## Werke

### Liedgesang
- Der Ring, Ballade mit Klavierbegleitung, F-Dur, 1907.
- Das Ringlein sprang entzwei, Lied mit Klavierbegleitung, Des-Dur, Op. 9, 1906.
- Schlafe Kindlein, Wiegenlied aus der Kriegszeit mit Klavierbegleitung, Des-Dur, Op. 27, 1918.
- Ein Sommertag, Preislied mit Klavierbegleitung, h-Moll, 1954.
- Wiegenlied, für Gesang und Klavier, D-Dur, 1954.
- Deine Hände, Lied für Gesang, Violine und Klavier, a-Moll, 1955.
- Die Heimkehr, Lied mit Klavierbegleitung, b -Moll, Op. 19, 1910.
- Wann kommt die Nacht, Lied u. Valse Boston mit Klavierbegleitung, F-Dur, 1930.
- Schmerz, Lied mit Klavierbegleitung, G-Dur, Op. 32
- In meinen Träumen lebst nur du, Liebeslied mit Klavierbegleitung, G-Dur, 1938.
- Meine Welt, Lyrisches Intermezzo für Gesang, Violine u. Klavier, D-Dur, 1957.

### Kammermusik, Charakterstücke
- Spanischer Tanz, Capriccio für Violine und Klavier, a-Moll, Op. 8
- Waldmärchen, Andante für Violine und Klavier, C-Dur, 1935.
- Ein Sommertag, Idyll für Streichquartett, G-Dur, 1932.
- Kleopatra, Nocturne für Violine und Klavier, Des-Dur, Op. 28, 1918.
- Vision, Andantino für Violine und Klavier, Es-Dur, 1960.
- Misericordia, Adagio für Violine und Klavier, h-Moll, Op. 37, 1923.
- Valse impromptu, für Violine und Klavier, G-Dur, 1932.
- Andante religioso, für Violine und Klavier, C-Dur, 1941.
- Dämmerung, Stimmungsbild für Violine und Klavier, d-Moll, 1949.
- Venezianisches Gondellied, für Violine und Klavier, B-Dur, 1961.
- Impromptu, für Violine und Klavier, B-Dur, 1959.
- Waldmärchen, Andante für Streichquartett, C-Dur, 1935.
- Verklungene Melodie, Serenade für Violine und Klavier, h-Moll, 1942.
- Am Abend, Stimmungsbild für Violine, Cello und Klavier, d-Moll, 1952.
- Meditation, Präludium für Violine, Cello und Klavier, c-Moll, 1958.
- Nuit solenelle, für Violine, Cello und Klavier, B-Dur, 1956.
- Ave Maria von Bach/Gounod, bearbeitet für Orgel (Klavier) und Violine, C-Dur, 1958.
- Dein Lied, Melodie für Cello und Klavier, B-Dur
- Träume von Richard Wagner, bearbeitet für Streichquartett und Horn, Des-Dur, 1930.
- Ave Maria von Franz Schubert, bearbeitet für Violine und Orgel (Klavier), D-Dur, 1955.
- Illusion, Serenade für Violine und Klavier, D-Dur, 1955.
- Vision, Andantino für Violine und Klavier, Es-Dur
- Addio, Grave für Violine und Klavier, E-Dur, 1957.
- Dein Bildnis, Intermezzo für Violine und Klavier, Es-Dur, 1943.
- Wiener Nocturne, für Violine und Klavier, Es-Dur, 1957.
- Idyll, für Violine und Klavier, D-Dur, 1961.
- Poem, Adagio sostenuto für Streichquartett, B-Dur
- Menuett (aus alter Zeit), bearbeitet für Streichquartett, A-Dur, 1932.
- Traumbild, für Violine und Klavier, E-Dur, 1940.
- Intermezzo, für Oboe und Streichquartett, F-Dur, 1938.
- Meditation (an der Weser) für Streichquartett, Es-Dur, 1931.
- Wesermenuett, für Streichquartett, A-Dur
- Vergib uns unsere Schuld, Adagio molto espressivo für Streichquartett, D-Dur
- Largo von Georg Friedrich Händel, bearbeitet für Orgel/Klavier, Violine und Cello, G-Dur, 1949.

### Salonmusik
- Plauderei am Kamin, Andante für Violine mit Klavierbegleitung, Streichquartett oder Instrumentalensemble, F-Dur, 1951.
- Die Verliebten, Serenade für Violine mit Klavierbegleitung, Streichquartett oder Instrumentalensemble, D-Dur, 1943.
- Zigeunerfest, für Streichquartett oder Instrumentalensemble, G-Dur
- Puck, Tanzscene für Streichquartett oder Instrumentalensemble, Es-Dur
- Spanische Gärten, für Streichquartett oder Instrumentalensemble, F-Dur
- Galantes Spiel, für Streichquartett oder Instrumentalensemble, D-Dur
- Myra, getanzte Vision für Streichquartett oder Instrumentalensemble
- Chant d’amour, Serenade für Streichquartett, G-Dur, 1931.
- Hör zu, Tanz-Intermezzo für Violine und Klavier, Des-Dur, 1951.
- Zigeunerweisen, für Instrumentalensemble, h-Moll, 1938.
- Intermezzo, für Instrumentalensemble, F-Dur, 1938.

### Sinfonische Werke
- Violin-Konzert, für Violine und Orchester oder Violine und Klavier, Es-Dur, Op. 24, 1916.
- Csardas Scenen, für Violine und Orchester, F-Dur, 1916.
- Mazurka, für Violine und Orchester, B-Dur, 1906.
- Träumerei am Meer, Konzertwalzer für Orchester, G-Dur, 1937.
- Mein Liebeslied, Instrumentalwerk, G-Dur
- Ein Sommernachtstraum, Konzertwalzer für Orchester oder Violine und Klavier, Es-Dur, 1939/40.
- Glückliche Stunden, Konzertwalzer für Violine und Orchester oder Violine und Klavier, D-Dur, 1938.
- Am Quell, Walzeridyll für Orchester, F-Dur, 1930.